# 1. FC Langen
Der 1. FC Langen 1903 ist ein Fußballverein aus der südhessischen Stadt Langen. Er wurde 1903 gegründet und spielte von 1928 bis 1933 sowie von 1958 bis 1964 in der höchsten hessischen Spielklasse, seither bewegt sich die erste Männermannschaft zwischen Offenbacher Kreis- und Bezirksebene. Eine Frauenfußballabteilung besteht beim 1. FC Langen seit den 1970er Jahren.

## Vereinshistorie
Eine erste Langener Fußballmannschaft wurde in Langen bereits 1901 gegründet. Der „Fußballclub 1901“ schloss sich aber schon zwei Jahre später dem Turnverein Vorwärts (TVV) Langen an. Die Fußballabteilung machte sich aber schon Ende des Jahres 1903 wieder selbständig und spielte nunmehr unter dem Namen „Fußball-Club 03“. In den Gründerjahren wurde beim FC Langen auch Leichtathletik betrieben. Nach dem Ersten Weltkrieg traten die Fußballer zunächst erneut als Abteilung eines Turnvereins, des TSV 1862 Langen, an, bis die sogenannte reinliche Scheidung zwischen Turn- und Fußballvereinen am 1. Mai 1925 zur Wiedergründung als „1. Fußballclub Langen“ führte. Unter den Nationalsozialisten führte eine Fusion aller Langener Vereine 1933 zur Entstehung des Großvereins „Turn- und Sportgemeinschaft Langen“. Nach Kriegsende und der damit verbundenen Auflösung der Vereine nahm man den Spielbetrieb 1946 zunächst als „VfR Langen“ wieder auf, kehrte aber schon 1951 zum alten Vereinsnamen „1. FC Langen“ zurück.

## Sportliche Entwicklung
Während der ersten zwei Jahrzehnte ihres Bestehens spielte die Mannschaft, die sich 1906 dem süddeutschen Verband angeschlossen hatte, lediglich auf regionaler Ebene. 1928 wurde der FC Langen Meister der Kreisliga und stieg nach erfolgreicher Aufstiegsrunde in die Bezirksliga Main/Hessen, die damals höchste Spielklasse, auf. Von der Saison 1928/29 an bewegte man sich mit Vereinen wie Wormatia Worms, Mainz 05 und Darmstadt 98 auf Augenhöhe. Die beste Platzierung in der obersten Liga war der vierte Platz am Ende der Runde 1931/32. Schon 1933 endete die Zeit der Erstklassigkeit für die Langener, mit der Einführung der Gauligen als neue höchste Spielklasse wurde der 1. FC in die Zweitklassigkeit zurückgestuft.
Nach dem Zweiten Weltkrieg wurde in Langen bald wieder Fußball gespielt, und unter dem vorübergehenden Namen VfR Langen gelang 1950 der Aufstieg in die 2. Amateurliga Hessen (4. Spielstufe). Dort etablierten sich die Rot-Weißen in den 1950er Jahren und intensivierten daneben die Nachwuchsarbeit im Verein, 1957 rief man ein internationales Jugendturnier ins Leben. Unter Trainer Heinrich Schweinhardt (ehemaliger Spieler des FSV Frankfurt) gelang der Mannschaft in der Saison 1957/58 der Aufstieg die 1. Amateurliga Hessen. Dort übernahm Willi Keim die Trainingsleitung und etablierte den Klub im hessischen Oberhaus. Der Höhepunkt dieser Phase war erreicht, als der 1. FC Langen am Ende der Saison 1961/62 auf Platz fünf stand. Die Erfolgsmannschaft bestand seinerzeit fast ausschließlich aus eigenen Nachwuchskräften, mit Rudolf Dieter (später Pirmasens) und Heinz Weger wurden zwei ihrer Spieler in die Hessenauswahl berufen.
Mit dem Abstieg in die zweite Amateurliga endete 1963/64 die Langener Drittligaära. 1965 qualifizierte sich der 1. FC Langen für die neu geschaffene Gruppenliga und erreichte im selben Jahr das Finale des Hessenpokals, in dem die Rot-Weißen aber Germania Wiesbaden mit 3:5 unterlagen. 1967/68 stand man nochmals kurz vor der Rückkehr ins hessische Oberhaus, musste sich am Ende aber mit Platz vier zufriedengeben. Der 1. FC Langen geriet zu dieser Zeit mehr und mehr in den Schatten des aufstrebenden Nachbarvereines SG Egelsbach, stieg 1970 aus der Gruppenliga ab und fiel zeitweise in die A-Klasse zurück. Man konzentrierte sich im Verein nunmehr auf die Jugend- und Integrationsarbeit – die Stadt Langen war früher als viele andere „multikulturell“ geworden – und wurde für die vorbildliche Jugendförderung 1983 mit dem Sepp-Herberger-Preis ausgezeichnet. Im Seniorenbereich machte man 1994 nochmals auf sich aufmerksam, als man den in Langen wohnenden Ex-Nationaltorhüter Uli Stein nach dessen Rauswurf bei der Frankfurter Eintracht zu einem Engagement als Trainer überreden konnte. Steins Unterstützung sorgte nicht nur dafür, dass dem 1. FC Langen der Klassenerhalt in der Bezirksliga gelang, sondern darüber hinaus auch für eine gewisse Aufbruchsstimmung im „Oberlinden“, die 1997/98 im Aufstieg in die Bezirksoberliga ihren Höhepunkt fand. Fünf Jahre konnte sich die Mannschaft dort halten.
Nach dem zwischenzeitlichen Abstieg in die Kreisliga A wurde unter dem neuen Vorstand und der sportlichen Führung ab der Saison 2014/2015 stark auf ehemalige Langener Jugendspieler gesetzt, die bereits bei größeren Vereinen der Region fußballerische Erfahrung gesammelt haben. Mit dem Konzept, „Echte Langener“ Spieler zu verpflichten, die mit dem Verein verbunden sind, wurde der Aufstieg in die Kreisoberliga erreicht. Zwei Saisons später gelang 2016/2017 die Rückkehr auf die regionale Ebene der Gruppenliga Frankfurt Ost, aus welcher man sich im Jahr darauf als Absteiger wieder verabschieden musste. Der Wiederaufstieg gelang in der Saison 2018/2019. Seitdem gelang es der 1. Herrenmannschaft stets die Liga zu halten. Die Mannschaft besteht weiterhin zum Großteil aus ehemaligen Langener Jugendspielern.
Mit dem gleichen Prinzip wie bei der 1. Mannschaft stellt der Verein seit der Saison 2016/2017 wieder eine zweite Mannschaft, welche zwei Saisons hintereinander jeweils die Meisterschaft in der Kreisliga C (Saison 2016/2017) sowie der Kreisliga B (Saison 2017/2018) feiern durfte. Seit der Saison 2018/2019 spielt die zweite Mannschaft in der Kreisliga A. 
Die 1. Damen des 1. FC Langen treten in der Gruppenliga Süd in der Region Darmstadt an. 
Die mitgliederstarke Jugendabteilung ist nach wie vor das Aushängeschild des Vereines und ist mit ihren Mannschaften auf Kreis- bzw. regionaler Ebene vertreten.

## Spielstätte
Der erste Sportplatz des 1. FC Langen befand sich gegenüber dem Bahnhof, in den 1920er und 1930er Jahren spielte man auf der Ostseite der heutigen Berliner Allee in Höhe der Einfahrt zum Ginsterbusch. Nach dem Ende des Zweiten Weltkrieges wurde der Spielbetrieb zunächst auf einem ehemaligen Handballplatz zwischen der Rudolf-Breitscheid-Straße und der Berliner Allee aufgenommen, ein ausrangierter Eisenbahnwaggon diente als Umkleideraum.
Seit 1959 ist der 1. FC Langen im Waldstadion „Oberlinden“ am südlichen Stadtrand zuhause, das erste Clubhaus entstand fast ausschließlich in Eigenarbeit der Vereinsmitglieder. Im Oktober 1999 wurde auf dem Vereinsgelände ein Kunstrasenplatz eingeweiht.